# Batalla de Chijori
La batalla de Chijori (en georgiano: ჩიხორის ბრძოლა, chikhoris brdzola), fue un encuentro entre los ejércitos del rey Jorge VIII de Georgia y los nobles rebeldes acaudillados por un pariente real, Bagrat, en 1463. Tuvo lugar cerca de la fortaleza Chijori en el distrito de Argveti en el oeste de Georgia, y terminó con la derrota decisiva del rey.

## Historia
La unidad dentro de los estados georgianos desapareció después del fracaso de la misión diplomática del rey Jorge VIII. Qvarqvare II Jaqeli seguía siendo formalmente súbdito y socio del rey, pero comenzó a animar al duque Bagrat de Samokalako a rebelarse contra Jorge VIII. Este último era el heredero de la dinastía Bagrationi de Georgia Occidental, la rama más antigua de la familia real cuyo último soberano, Constantino II de Imericia, fue derrocado por Jorge VII en 1401, y comenzó a reclamar el trono de sus antepasados. Este último era el tío de Jorge VIII, por lo que la nobleza de Imerecia no sospechó que Bagrat fuera un separatista, pero este último pronto fue alentado por los nobles poderosos de Georgia Occidental.
Además de Samtsje-Satabago, Bagrat se alió con Liparit I Dadiani, Mamia Gurieli y los príncipes de Abjasia y Svanetia, a quienes prometió liberarlos de toda imposición central. Juntos, los rebeldes capturaron numerosas fortalezas en Imerecia en 1462, después de lo cual Jorge VIII abolió el Ducado de Samokalako y decidió intervenir. En 1463, el rey cruzó la cordillera de Liji y solicitó ayuda militar a Samtsje, de cuya lealtad estaba convencido. Qvarqvare II desembarcó en Imerecia con sus tropas, pero acampó lejos de la zona de conflicto, esperando ver al ganador. Esta reacción fue ampliamente vista como una ayuda directa a los separatistas.
Jorge VIII y Bagrat se enfrentaron en Chijori, durante el cual los rebeldes infligieron una derrota decisiva a las fuerzas del gobierno central. El rey se retiró hacia Kartli y castigó severamente a la nobleza a la que no consideraba lo suficientemente fiel. Bagrat capturó Kutaisi, la ciudad más grande de Georgia Occidental, y fue coronado rey de Imerecia como Bagrat II frente a la gran nobleza de Mingrelia, Guria, Abjasia, Samtsje y Svanetia, pero su poder seguía siendo débil, incluso dentro de su capital. La batalla de Chijori señaló el comienzo de la caída del Reino de Georgia: los reyes georgianos nunca volverían a controlar toda Georgia.
Bagrat creó un principado para cada uno de sus aliados:
- Principado de Svanetia para la Casa de Gelovani;
- Principado de Abjasia para la Casa de Sharvashidze;
- Principado de Mingrelia para la Casa de Dadiani;
- Principado de Guria para la Vardanidze-Gurieli.